# Арльский собор (524)
Арльский собор 524 года  — поместный собор, проведённый в Арле в 524 году.
Арльский собор 524 года был проведён епископом Арля Цезарием, считавшим важным наличие у духовенства хорошей подготовки. Присутствовавшие на соборе шестнадцать епископов приняли четыре канона, касающиеся рукоположения священников. В частности, первым установлением было определено, что ни один мужчина, не достигший возраста двадцати пяти лет, не может стать диаконом, а моложе тридцати лет – епископом. Согласно второму положению желающие принять священство миряне должны затратить год на свою подготовку.